# Antonio Alcalá Malavé
Antonio Alcalá Malavé (Málaga, 1964) es un neurocientífico, experto en bioquímica cerebral, biología neuronal y ADN español. Especialista en oftalmología y neurología de la visión. Tiene en su haber 4 premios nacionales de medicina otorgados por el Instituto de España a través de la Real Academia Nacional de Medicina (Premio al mejor trabajo de Cardiología en 2000 y Premio al mejor trabajo de Cronopatología en 2008) y a través de la Real Academia de Medicina y Cirugía de Cádiz (Premio al mejor trabajo de Oftalmología 2002 y Premio al mejor trabajo de investigación en Enfermedad de Alzheimer 2005). 
Es Académico Correspondiente de la Real Academia de Medicina y Cirugía de Cádiz (Andalucía Occidental) y Académico de Mérito de la Academia Malagueña de Ciencias.
Es pionero en la investigación de la neurociencia aplicada a la visión y a las emociones. Es exprofesor de estudios avanzados en Bioquímica Clínica y Patología Molecular en la Universidad de Málaga. Profesor de Terapia Regresiva e Hipnosis Clínica y Neurociencias de la Academia Internacional de Hipnosis Clínica y Experimental. Su principal línea de investigación se basa en la relación entre las enfermedades cardiovasculares y las demencias con la visión.
En 2001 y 2002 publica dos trabajos que demuestran que las áreas cerebrales 17,18 y 19 de Brodman no solo sirven para producir el fenómeno físico-químico de la visión, sino que además informan del riesgo cardiovascular. En concreto ambos trabajos reportaban que los pacientes con altos niveles de colesterol perdían la visión de los colores y que un fármaco que se utilizaba para tratar el infarto de miocardio ( pravastatina) hacía oscilar del blanco y negro a toda la gama cromática.
Entre el 2007 y 2010 reporta que el riesgo cardiovascular asociado a hipercolesterolemia, produce un fallo visual en la captación de luz que es medible utilizando la campimetria computerizada, prueba que hasta entonces era utilizada para el diagnóstico del glaucoma. También reporta nexos entre las demencias y las áreas cerebrales de la visión. Actualmente trabaja buscando nexos entre el genoma humano y la visión. También sigue una línea de investigación en meditación budista tibetana buscando nexos entre las emociones, los pensamientos y su influencia sobre el genoma humano. Igualmente trabaja en la demostracion del genoma humano asumido por herencia neanderthal y su influencia en el cromosoma 19.

## Historia
Licenciado en Medicina y Cirugía con grado de sobresaliente en 1989 por la Universidad de Málaga. Realizó estudios de doctorado en Oftalmología en el Instituto Castroviejo de la Universidad Complutense de Madrid y en el Instituto de Oftalmobiologia Aplicada en la Universidad de Valladolid. Asimismo concluye en 1995 sus estudios de doctorado en Neurociencias con tesis doctoral cum laude . Se doctoró en 2010 en Bioquímica Clínica y Patología Molecular  con tesis doctoral cum laude por la Universidad de Málaga.

## Publicaciones
Estas son sus principales publicaciones: 
- Alcalá Malavé A, Morell M, Rius F. El análisis computerizado cromático es un indicador precoz de riesgo cardiovascular asociado a hipercolesterolemia. Rev esp cardiol 2001; 54: (1417-1425). Impacto científico 2.227[7]
- Alcalá Malavé A, Morell M, Rius F. Comparative study of the impact of diet versus pravastatin on color vision in Brodman area 19 detected by computerized chromatic analysis ( The CARDIOCOLOUR Study) Rev esp cardiol 2002; 55: 1243 – 1250. Impacto científico 2.227
- Alcalá A, Jansen S, Farkouh M, Morell M. Hypercholesterolemia produces visual field alterations detectable with computerized perimetry. Atherosclerosis 2007; 195:167-71. Impacto científico : 4.287
- Alcalá A, Jansen S, Farkouh M , Téllez T, Gómez-huelgas R, Pérez O, Egido J, Statins improve visual field alterations related to hypercholesterolemia. Atherosclerosis 2010; 209:510-514. Impacto científico : 4.601
- Alcalá Malavé A. The test of reincarnation of the soul by DNA and IRIS scanner (Part One). J Neurol Neurol Sci Disord 2019; 5(1): 008-014.
- Alcalá Malavé A. The test of reincarnation of the soul by DNA and IRIS scanner (Part Two). J Neurol Neurol Sci Disord 2019; 5(1): 015-025.
- Alcalá Malavé A. The test of reincarnation of the soul by DNA and IRIS scanner (Part Three). . J Neurol Neurol Sci Disord 2019; 5(1): 026-32 .

## Impacto científico
- Comparative study of the impact of diet versus pravastatin on color vision in Brodman area 19 detected by computerized chromatic analysis ( The CARDIOCOLOUR Study) Está situada en el puesto n.º 47 en el Top Ranking de los 100 mejores artículos en Neurociencia
- Statins improve visual field alterations related to hypercholesterolemia  Está situada en el puesto n.º 4 como descubrimiento científico sobre estatinas y en el n.º 13 en el Top Ranking de los 100 mejores artículos en Oftalmología relacionados con la cardiología, a nivel mundial.[8]
- Hypercholesterolemia produces visual field alterations detectable with computerized perimetry Está situada en el puesto n.º 9 como descubrimiento científico sobre estatinas. También está situada en el puesto n.º 20 en el Top Ranking de los 100 mejores artículos en Medicina Cardiovascular a nivel mundial[9]
- Sus tres artículos de reencarnación del alma publicados en  J Neurol Neurol Sci Disord 2019  recomendados por la Harvard Hollis

## Distinciones
- 1996 Doctor en Medicina y Cirugía cum laude (Doctorado en Neurociencias)
- 1997 Diploma en el Premio Nacional Chibret de Oftalmología por las cualidades científicas de su tesis doctoral
- 2000 Premio Real Academia Nacional de Medicina al mejor trabajo de Cardiología
- 2002 Premio Real Academia de Medicina y Cirugía de Cádiz (Distrito de Andalucía Occidental) al mejor trabajo de oftalmología
- 2002 Académico Correspondiente de la Real Academia de Medicina y Cirugía de Cádiz (Distrito de Andalucía Occidental). Véase Reales Academias
- 2005 Premio Real Academia de Medicina y Cirugía de Cádiz al mejor trabajo de investigación en la Enfermedad de Alzheimer
- 2008 Premio Real Academia Nacional de Medicina al mejor trabajo de Cronopatologia
- 2010 Doctor en Bioquímica Clínica y Patología Molecular cum laude
- 2010 Académico de Mérito de la Academia Malagueña de Ciencias.
- 2015 Profesor en Hipnosis y Neurociencias de la Academia Internacional de Hipnosis Clínica y Experimental
- 2015 Profesor en Hipnosis y Neurociencias de la Universitas Privada Hipnosis Clínica ( U.P.H.C)

### Libros
- 2015  "Genética de la emoción: el origen de la enfermedad" Ediciones B
- 2016 " Hipnosis clínica y psicología"  como coautor